# 9e étape du Tour de France 1935
Pour un article plus général, voir Tour de France 1935.
La 9e étape du Tour de France 1935 s'est déroulée le samedi 13 juillet.
Les coureurs relient Gap (Hautes-Alpes) à Digne-les-Bains (Alpes-de-Haute-Provence), au terme d'un parcours de 227 kilomètres.
Le Français René Vietto gagne l'étape tandis que le Belge Romain Maes conserve la tête du classement général.
L'étape comprend deux des quinze ascensions comptant pour le Grand-Prix de la montagne, les cols de Vars puis d'Allos, tous deux supérieurs à 2000 mètres d'altitude.

## Parcours
L'étape comporte deux cols qui s'élèvent au dessus de 2000 mètres, le col d'Allos (2 250 m) est plus roulant que le col de Vars (2 115 m), plus irrégulier.
Les coureurs s'élancent de Gap, préfecture du département des Hautes-Alpes, depuis l'avenue d'Embrun, après avoir signé la feuille de départ à l'Hôtel de la Gare, et traversent La Bâtie-Neuve, Chorges, Savines, Les Crottes, Embrun, Châteauroux, Saint-Clément et Guillestre ou débute l'ascension du col de Vars par Vars et son quartier de Sainte-Marie.
La descente du col de Vars, dans les Alpes-de-Haute-Provence, est effectuée par Melizen, Saint-Paul, Tournant-du-Col-de-Vars, Jausiers, et Barcelonnette où débute l'ascension du col d'Allos par Pont-du-Faus, Les Agneliers et Chauvelaye.
Après le passage du col d'Allos, le parcours de l'étape s'effectue en descente jusqu'à l'arrivée à Digne, préfecture des  Alpes-de-Haute-Provence, en passant par La Foux, Allos, Colmars, Beauvezer, Thorame-Haute, La Mure, Moriez, Barrême, Rante-Juanets, Chambrière et Châteauredon.
L'arrivée est jugé à Digne, au bout du boulevard Gassendi, sur la place Pré-de-Foire.

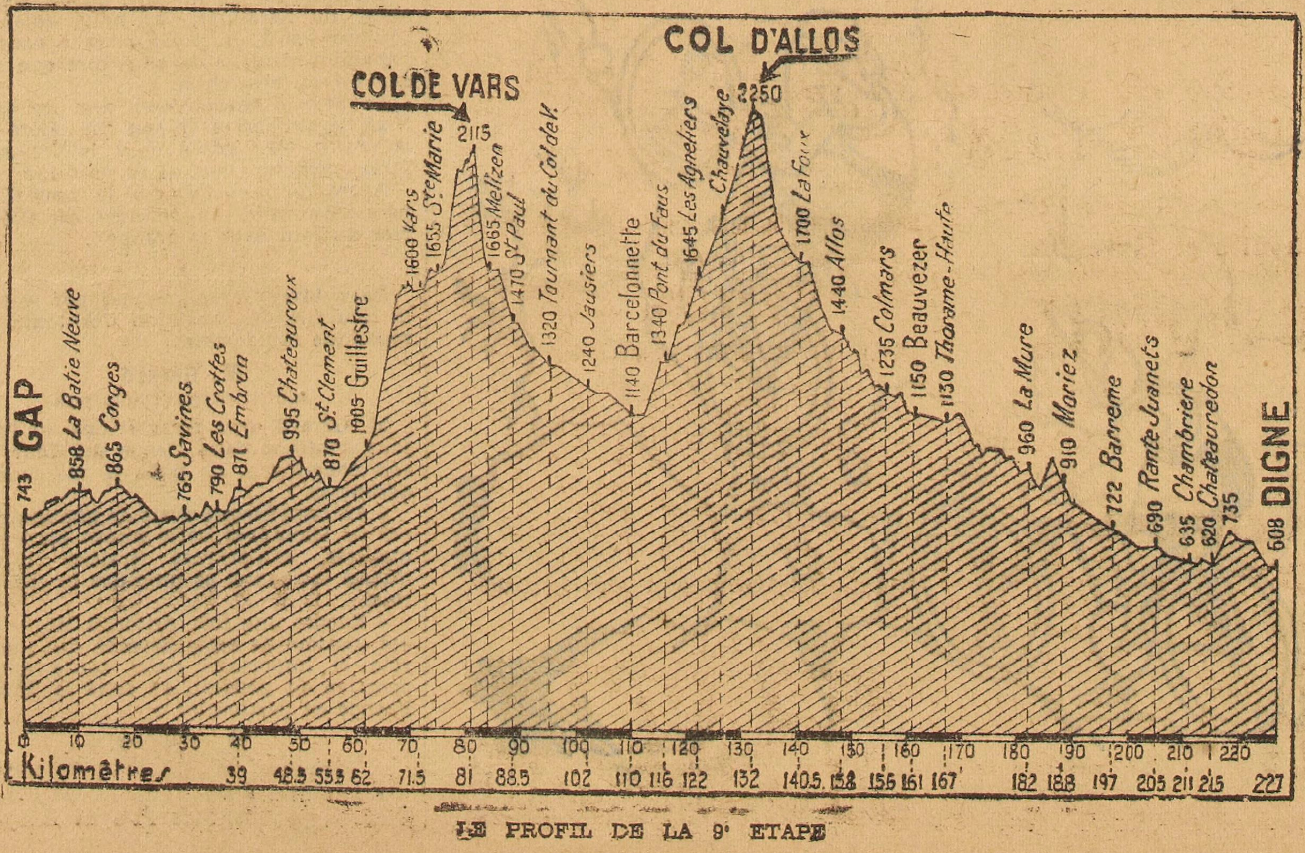
Le profil de la 9e étape publié dans le journal L'Auto du 12 juillet 1935.

| Communes ou localité    | Département                          | km    | Remarque                            |
| ----------------------- | ------------------------------------ | ----- | ----------------------------------- |
| Gap                     | Hautes-Alpes                         | 0     | Départ avenue d'Embrun, 7h45        |
| La Bâtie-Neuve          | Hautes-Alpes                         | 10    |                                     |
| Montgardin              | Hautes-Alpes                         | 15    |                                     |
| Chorges                 | Hautes-Alpes                         | 17    |                                     |
| Savines                 | Hautes-Alpes                         | 29    |                                     |
| Embrun                  | Hautes-Alpes                         | 39    |                                     |
| Châteauroux             | Hautes-Alpes                         | 48,5  |                                     |
| Saint-Clément           | Hautes-Alpes                         | 55,5  |                                     |
| Mont-Dauphin            | Hautes-Alpes                         | 59    |                                     |
| Guillestre              | Hautes-Alpes                         | 60    | contrôle                            |
| La Madeleine            | Hautes-Alpes                         | 66    |                                     |
| Sainte-Marie            | Hautes-Alpes                         | 74,5  |                                     |
| Col de Vars             | Hautes-Alpes Alpes-de-Haute-Provence | 81    | 2 115 m ; Grand-Prix de la montagne |
| Melizen                 | Alpes-de-Haute-Provence              | 84    |                                     |
| Saint-Paul              | Alpes-de-Haute-Provence              | 88,5  |                                     |
| Tournant-du-Col-de-Vars | Alpes-de-Haute-Provence              | 95    |                                     |
| Condamine               | Alpes-de-Haute-Provence              | 97    |                                     |
| Jausiers                | Alpes-de-Haute-Provence              | 102   |                                     |
| Barcelonnette           | Alpes-de-Haute-Provence              | 110   | contrôle                            |
| Pont-du-Faus            | Alpes-de-Haute-Provence              | 116   |                                     |
| Les Agneliers           | Alpes-de-Haute-Provence              | 122   |                                     |
| Mourjuan                | Alpes-de-Haute-Provence              | 124   |                                     |
| Valgelaye               | Alpes-de-Haute-Provence              | 126   |                                     |
| Col d'Allos             | Alpes-de-Haute-Provence              | 132   | 2 250 m ; Grand-Prix de la montagne |
| La Foux                 | Alpes-de-Haute-Provence              | 140,5 |                                     |
| Allos                   | Alpes-de-Haute-Provence              | 148   |                                     |
| Colmars                 | Alpes-de-Haute-Provence              | 156   |                                     |
| Villars                 | Alpes-de-Haute-Provence              | 158   |                                     |
| Beauvezer               | Alpes-de-Haute-Provence              | 161   | contrôle                            |
| Thorame-Haute           | Alpes-de-Haute-Provence              | 168   |                                     |
| Vaucluse                | Alpes-de-Haute-Provence              | 177   |                                     |
| La Mure                 | Alpes-de-Haute-Provence              | 182   |                                     |
| Saint-André-les-Alpes   | Alpes-de-Haute-Provence              | 184   |                                     |
| Mauriez                 | Alpes-de-Haute-Provence              | 186   |                                     |
| Gevaudan                | Alpes-de-Haute-Provence              | 192   |                                     |
| Barrême                 | Alpes-de-Haute-Provence              | 197   |                                     |
| Norante-Juanets         | Alpes-de-Haute-Provence              | 205   |                                     |
| Chabrières              | Alpes-de-Haute-Provence              | 211   |                                     |
| Châteauredon            | Alpes-de-Haute-Provence              | 215   |                                     |
| Gaubert                 | Alpes-de-Haute-Provence              | 219   |                                     |
| Digne                   | Alpes-de-Haute-Provence              | 227   | place Pré-de-Foire                  |

## Classements

### Prix du meilleur grimpeur
Le classement à l'issue de l'étape est le suivant :
| Classement de la montagne | Classement de la montagne | Classement de la montagne | Classement de la montagne | Classement de la montagne |
| Coureur                   | Coureur                   | Pays                      | Équipe                    | Points                    |
| ------------------------- | ------------------------- | ------------------------- | ------------------------- | ------------------------- |
| 1er                       | Félicien Vervaecke        | Belgique                  | Alcyon-Dunlop             | 49 pts                    |
| 2e                        | Francesco Camusso         | Italie                    | Legnano-Wolsit            | 30 pts                    |
| 3e                        | Benoît Faure              | France                    |                           | 28 pts                    |
| 4e                        | Gabriel Ruozzi            | France                    |                           | 27 pts                    |
| 5e                        | René Vietto               | France                    | Helyett-Hutchinson        | 26 pts                    |

### Classement de l'étape
| \| Classement de l'étape \| Classement de l'étape \| Classement de l'étape \| Classement de l'étape \| Classement de l'étape \| \| Coureur \| Coureur \| Pays \| Équipe \| Temps \| \| --------------------- \| --------------------- \| --------------------- \| --------------------- \| --------------------- \| \| 1er \| René Vietto \| France \| Helyett-Hutchinson \| \| \| 2e \| Francesco Camusso \| Italie \| Legnano-Wolsit \| \| \| 3e \| Félicien Vervaecke \| Belgique \| Alcyon-Dunlop \| \| \| 4e \| Georges Speicher \| France \| \| \| \| 5e \| Ambrogio Morelli \| Italie \| \| \| \| 6e \| Benoît Faure \| France \| \| \| \| 7e \| Léo Amberg \| Suisse \| \| \| \| 8e \| Maurice Archambaud \| France \| \| \| \| 9e \| Fernand Fayolle \| France \| \| \| \| 10e \| Jules Lowie \| Belgique \| \| \| |                    |          |                    |       |
| |                    |          |                    |       |
| |                    |          |                    |       |
| Classement de l'étape |                    |          |                    |       |
| Coureur | Coureur            | Pays     | Équipe             | Temps |
| 1er | René Vietto        | France   | Helyett-Hutchinson |       |
| 2e | Francesco Camusso  | Italie   | Legnano-Wolsit     |       |
| 3e | Félicien Vervaecke | Belgique | Alcyon-Dunlop      |       |
| 4e | Georges Speicher   | France   |                    |       |
| 5e | Ambrogio Morelli   | Italie   |                    |       |
| 6e | Benoît Faure       | France   |                    |       |
| 7e | Léo Amberg         | Suisse   |                    |       |
| 8e | Maurice Archambaud | France   |                    |       |
| 9e | Fernand Fayolle    | France   |                    |       |
| 10e | Jules Lowie        | Belgique |                    |       |

### Classement général à l'issue de l'étape
| \| Classement général \| Classement général \| Classement général \| Classement général \| Classement général \| \| Coureur \| Coureur \| Pays \| Équipe \| Temps \| \| ------------------ \| ------------------ \| ------------------ \| ------------------ \| ------------------ \| \| 1er \| Romain Maes \| Belgique \| Alcyon-Dunlop \| \| \| 2e \| Francesco Camusso \| Italie \| Legnano-Wolsit \| \| \| 3e \| Ambrogio Morelli \| Italie \| \| \| \| 4e \| Georges Speicher \| France \| \| \| \| 5e \| Jules Lowie \| Belgique \| \| \| \| 6e \| Félicien Vervaecke \| Belgique \| Alcyon-Dunlop \| \| \| 7e \| René Vietto \| France \| Helyett-Hutchinson \| \| \| 8e \| Sylvère Maes \| Belgique \| \| \| \| 9e \| Vasco Bergamaschi \| Italie \| \| \| \| 10e \| Gabriel Ruozzi \| France \| \| \| |                    |          |                    |       |
| |                    |          |                    |       |
| |                    |          |                    |       |
| Classement général |                    |          |                    |       |
| Coureur | Coureur            | Pays     | Équipe             | Temps |
| 1er | Romain Maes        | Belgique | Alcyon-Dunlop      |       |
| 2e | Francesco Camusso  | Italie   | Legnano-Wolsit     |       |
| 3e | Ambrogio Morelli   | Italie   |                    |       |
| 4e | Georges Speicher   | France   |                    |       |
| 5e | Jules Lowie        | Belgique |                    |       |
| 6e | Félicien Vervaecke | Belgique | Alcyon-Dunlop      |       |
| 7e | René Vietto        | France   | Helyett-Hutchinson |       |
| 8e | Sylvère Maes       | Belgique |                    |       |
| 9e | Vasco Bergamaschi  | Italie   |                    |       |
| 10e | Gabriel Ruozzi     | France   |                    |       |